# Seznam poljskih armad druge svetovne vojne
Seznam poljskih armad druge svetovne vojne.
- Karpatska armada
- Krakovska armada
- Lodzška armada
- Modlinska armada
- Pomorska armada
- Lublinska armada
- Malopolska armada
- Varšavska armada
- Poljska armada v Franciji
- 1. poljska armada
- 2. poljska armada